# 대한민국 민법 제983조
대한민국 민법 제983조는 호주상속비용에 대한 민법 친족법 조문이었다.

## 조문
제983조 (호주상속비용) 호주상속에 관한 비용은 상속재산중에서 지급한다.

## 같이 보기
- 호주제